# Kamil Kuczyński
Kamil Kuczyński (* 23. März 1985 in Płock) ist ein polnischer Radsporttrainer und ehemaliger Bahnradsportler, der auf Kurzzeitdisziplinen spezialisiert war.

## Sportliche Laufbahn
2003 wurde Kamil Kuczyński mit Paweł Kościecha und Michał Tokarz Junioren-Europameister im Teamsprint, im Zeitfahren belegte er Platz zwei. Bei den Junioren-Bahn-Weltmeisterschaften in Moskau im selben Jahr wurde er Vize-Weltmeister im Scratch und Dritter im Teamsprint, ebenfalls mit Kosciecha und Tokarz. 2005 wurde er in Fiorenzuola d’Arda ein zweites Mal Junioren-Europameister im Teamsprint, mit Damian Zieliński und Łukasz Kwiatkowski und 2007 in Cottbus Vize-Europameister in derselben Disziplin, mit Maciej Bielecki und Tomasz Schmidt. Mehrfach  platzierte er sich bei UCI-Bahn-Weltmeisterschaften, belegte Podiumsplätze bei Weltcuprennen und wurde polnischer Meister. 2008 startete er bei den Olympischen Spielen in Peking und wurde Elfter im Keirin und 13. im Teamsprint (mit Bielecki und Kwiatkowski).
2011 errang Kuczyński gemeinsam mit Maciej Bielecki und Damian Zieliński die Bronzemedaille im Teamsprint bei den Bahn-Europameisterschaften der Elite in Apeldoorn, im Jahr darauf mit Krzysztof Maksel, Bielecki und Zieliński Silber. 2016 wurde er zum zweiten Mal Europameister im Teamsprint, gemeinsam mit Bielecki und Mateusz Rudyk.
Bei den UCI-Paracycling-Bahnweltmeisterschaften 2019 und 2020 errang Kuczyński als Tandem-Pilot des sehbehinderten Radsportlers Adam Brzozowski jeweils Bronze im Tandemsprint.

## Berufliches
2022 wurde Kuczyński zum polnischen Nationaltrainer der U23-Männer im Sprintbereich ernannt.

## Erfolge

### Bahn
2003
- Junioren-Weltmeisterschaft – Scratch
- Junioren-Weltmeisterschaft – Teamsprint (mit Paweł Kościecha und Michał Tokarz)
- Junioren-Europameister – Teamsprint (mit Paweł Kościecha und Michał Tokarz)
- Junioren-Europameisterschaft – 1000-Meter-Zeitfahren

2005
- Europameister – Teamsprint (mit Łukasz Kwiatkowski und Damian Zieliński)

2007
- Europameisterschaft (U23) – Teamsprint (mit Tomasz Schmidt und Maciej Bielecki)

2011
- Europameisterschaft – Teamsprint (mit Maciej Bielecki und Damian Zieliński)

2012
- Europameisterschaft – Teamsprint (mit Krzysztof Maksel,  Maciej Bielecki und Damian Zieliński)

2013
- Polnischer Meister – Keirin, Teamsprint (mit Maciej Bielecki und Damian Zieliński)

2016
- Bahnrad-Weltcup in Glasgow – Sprint
- Europameister – Teamsprint mit (Maciej Bielecki, Mateusz Lipa und Mateusz Rudyk)
- Polnischer Meister – Keirin

2018
- Polnischer Meister – 1000-Meter-Zeitfahren

2019
- Polnischer Meister – Keirin

### Bahn (Paracycling)
2019
- Weltmeisterschaft – Tandem-Sprint (Pilot von Adam Brzozowski)

2020
- Weltmeisterschaft – Tandemsprint (mit Angelika Biedrzycka, Adam Brzozowsk und Edyta Jasińska)